# Burak Keskin
Burak Keskin (* 16. Oktober 1987 in Arsin) ist ein türkischer Fußballspieler.

## Karriere
Keskin begann mit dem Vereinsfußball in der Jugend von Araklıspor und wurde hier 2004 mit einem Profivertrag versehen. Nach einem Jahr für die Profis von Araklıspor wechselte er zum Traditionsverein seiner Heimatprovinz, zu Trabzonspor. Hier spielte erst nur für die Reservemannschaft und wurde anschließend an Sarıyer SK und Arsinspor ausgeliehen. 
Zur Saison 2007/08 wechselte er zum Zweitligisten Giresunspor. Nachdem er hier die Hinrunde verbracht hatte, verbrachte er die Rückrunde bei Araklıspor als Ausleihspieler. Zum Saisonende heuerte er samt Ablöse bei diesem Verein an.
Bereits zur Rückrunde der Saison 2008/09 verließ er Araklıspor wieder und wechselte zum damaligen Viertligisten Göztepe Izmir. Mit dieser Mannschaft stieg er als Meister der TFF 3. Lig in die TFF 2. Lig. Zwei Jahre später wurde man dann Meister der TFF 2. Lig und stieg in die TFF 1. Lig auf.
Nachdem zum Sommer 2011 sein auslaufender Vertrag mit Göztepe nicht verlängert worden war, wechselte Keskin zum Drittligisten Adana Demirspor. Hier gelang ihm mit seiner Mannschaft der Play-off-Sieg der Liga und damit der Aufstieg in die TFF 1. Lig.
Zur Saison 2014/15 kehrte er zu Göztepe zurück. Mit diesem Klub erreichte er erneut die Drittligameisterschaft und damit den Aufstieg in die TFF 1. Lig.

## Erfolge
Mit Göztepe Izmir
- Meister der TFF 3. Lig und Aufstieg in die TFF 2. Lig: 2008/09
- Meister der TFF 2. Lig und Aufstieg in die TFF 1. Lig: 2010/11, 2014/15

Mit Adana Demirspor
- Play-off-Sieger der TFF 2. Lig und Aufstieg in die TFF 1. Lig: 2011/12